# Sibilla (Tino di Camaino)
La Sibilla è un frammento di scultura marmorea a tutto tondo (h 35 cm) di Tino di Camaino, databile al 1320 circa e conservata nel Museo dell'Opera del Duomo di Firenze. In tutta probabilità proviene da un gruppo scultoreo sopra una delle porte del battistero di Firenze.

## Storia
Un documento del 1321 ricorda come già in opera su una delle porte del battistero di tre Virtù, attribuite poi a Tino di Camaino che era giunto in città nel 1320; collocati entro nicchie, come si evince dalle rappresentazioni quattrocentesche del battistero (come quella sul cassone di Giovanni Toscani al Bargello), vennero rimossi all'inizio del Cinquecento quando furono creati i gruppi marmorei di Andrea Sansovino, Francesco Rustici e Vincenzo Danti. Lanzi fu il primo ad associare la menzione con i frammenti di statue nei depositi del Duomo, ipotesi per lo più confermata dalla critica successiva con l'eccezione della personificazione con cornucopia, già indicata come Carità e oggi identificabile forse con una Sibilla. La statua della Carità originaria era infatti forse quella oggi al Museo Bardini.

## Descrizione e stile
La cosiddetta Sibilla è coronata e tiene in mano una cornucopia da cui esce la fiamma dell'amor divino. Tale rappresentazione, alternativa quella della donna che allatta più fanciulli, è riferibile alla virtù della Carità, Giotto ad esempio la dipinse nella Cappella degli Scrovegni con un cesto colmo dei frutti della terra con i quali essa sostenta se stessa e i bisognosi. La figura del Museo Bardini però, più tipica nell'iconografia e col retro appena abbozzato (quindi confermante la collocazione entro una nicchia), appare però oggi più probabile con rappresentazione della Virtù.
Si è dunque ipotizzato che la figura potesse essere un altro tipo di rappresentazione simbolica, come una sibilla, o magari l'angelo che assisteva al Battesimo di Cristo sulla porta sud.